# فارميرسفيلي (كاليفورنيا)
فارميرسفيلي (بالإنجليزية: Farmersville)‏ هي إحدى مدن مقاطعة تولير. تم إعطاءها لقب مدينة في 5 أكتوبر، 1960.

## أعلام
- جوزيه كويفاس